# Baron Braye

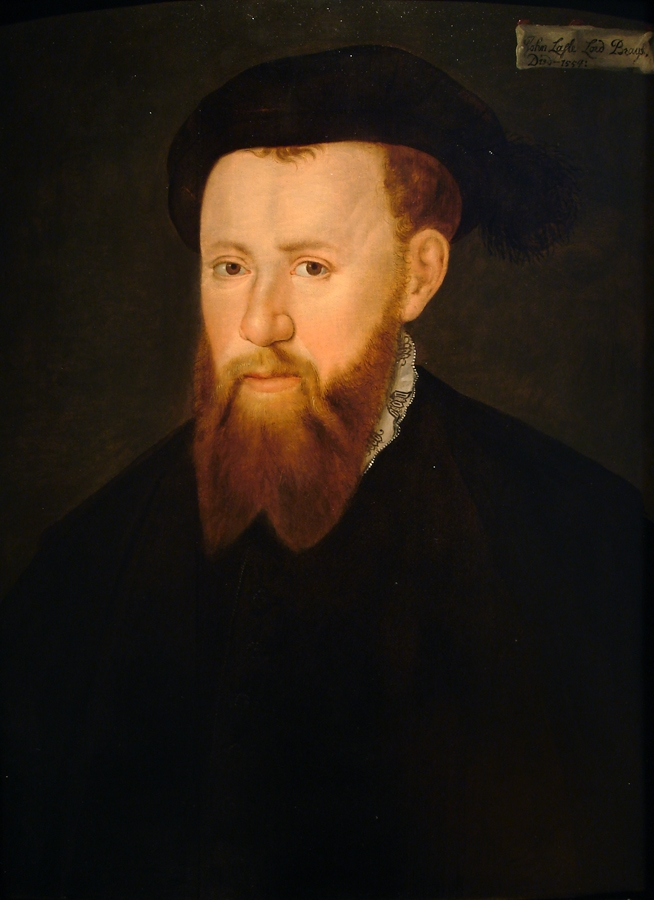
John Braye, 2. Baron Braye

Baron Braye, of Eaton Bray in the County of Bedford, ist ein erblicher britischer Adelstitel in der Peerage of England.
Familiensitz der Barone ist Stanford Hall bei Lutterworth in Leicestershire.

## Verleihung
Der Titel wurde am 4. Dezember 1529 als Barony by writ für Sir Edmund Braye geschaffen, indem dieser durch Writ of Summons ins Parlament einberufen wurde.
Beim Tod seines Sohnes, des 2. Barons, 1557 fiel der Titel in Abeyance zwischen dessen sechs Schwestern. Dieser Zustand dauerte an, bis 1839 eine Nachkommin einer dieser Töchter die Baronie Braye mit Erfolg petitionierte und 3. Baroness Braye wurde. Nach deren Tod 1862 fiel die Baronie erneut in Abeyance zwischen ihren vier Töchtern, wurde aber bereits 1879 die jüngste von ihnen als 1879 erneut restituiert.
Heutige Titelinhaberin ist seit 1977 deren Ur-urenkelin Mary Aubrey-Fletcher als 8. Baroness. Sie hat keine Kinder, die nächstberechtigten Co-Erben (Coheiress Presumptive) sind ihre Cousinen zweiten Grades, die Schwestern Linda Kathleen Fothergill (* 1930) und Theresa Beatrice Browne (* 1934).

## Liste der Barone Braye (1529)
- Edmund Braye, 1. Baron Braye (1484–1539)
- John Braye, 2. Baron Braye († 1557) (Titel abeyant 1557)
- Sarah Otway-Cave, 3. Baroness Braye (1768–1862) (Abeyance beendet 1839, Titel abeyant 1862)
- Henrietta Wyatt-Edgell, 4. Baroness Braye (1809–1879) (Abeyance beendet 1879)
- Alfred Verney-Cave, 5. Baron Braye (1849–1928)
- Adrian Verney Verney-Cave, 6. Baron Braye (1874–1952)
- Thomas Adrian Verney-Cave, 7. Baron Braye (1902–1977)
- Mary Aubrey-Fletcher, 8. Baroness Braye (* 1941)